# Jean Lugol
Jean Guillaume Auguste Lugol (18 de agosto de 1786 - 16 de septiembre de 1851) fue un médico francés.
Lugol nació en Montauban. Estudió medicina en París y se graduó como doctor en medicina en 1812. En 1819 fue nombrado médico interino en el Hospital Saint-Louis, cargo que ocupó hasta que se jubiló. Después de su muerte en 1851 en Neuilly-sur-Seine, su hija Adele-Augustine se casó con Paul Broca.
Lugol estaba interesado en la tuberculosis y presentó un documento a la Real Academia de Ciencias de París en el que abogaba por el uso del aire fresco, el ejercicio, el baño frío y las drogas. También publicó cuatro libros sobre escrófulas y su tratamiento (1829, 1830, 1831, 1834). Miembros de la Academia  visitaron el hospital de Lugol y, observando una mejoría en sus pacientes a lo largo de dieciséis meses, respaldaron su tratamiento.
Sugirió que su solución de yodo podría usarse para tratar la tuberculosis. Esta afirmación atrajo mucha atención en el momento. Aunque no es eficaz en el tratamiento de la tuberculosis, el yodo de Lugol se utilizó con éxito para tratar la tirotoxicosis por Henry Stanley Plummer.
La solución de yodo de Lugol también se usa en la prueba de Schiller para diagnosticar el cáncer cervical.

## Obra

### Algunas publicaciones
- De l'adolescence, considérée comme cause de plusieurs maladies et comme époque critique de quelques autres [tesis presentada y defendida en la Facultad de Medicina de París, 27 de marzo de 1812], texto integral.

- Discours sur le système naturel des idées appliqué à l'enseignement de la médecine, Croullebois (1815).

- Recherches et observations sur la gale, Croullebois (París), 1821.

- « Mémoire sur l'emploi de l'iode dans les maladies scrofuleuses » lu à l'Académie Royale des Sciences le 22 juin 1829, précédé du Rapport fait à l'Académie des sciences, par MM. Duméril et Magendie, J.B. Baillière (París), 1829, disponible en Gallica.

- Mémoire sur l'emploi des bains iodurés dans les maladies scrofuleuses ; suivi dʹun tableau pour servir à lʹadministration des bains iodurés selon les âges, J.-B. Baillière (París), 1830.

- Troisième mémoire sur l'emploi de l'iode dans les maladies scrofuleuses, suivi d'un précis sur l'art de formuler les préparations iodurées (enlace roto disponible en Internet Archive; véase el historial, la primera versión y la última).. [précédé du rapport fait à l'Académie des sciences], Baillière (París), 1831.
  - (en inglés) Essays on the effects of iodine in scrofulous diseases : including an inquiry into the mode of preparing ioduretted baths, trad. W. B. O'Shaughnessy, Londres, 1831

- Mémoires sur l'emploi de l'iode et des bains iodurés dans les maladies scrofuleuses, Edouard Meissner, 1836.

- Recherches et observations sur les causes des maladies scrofuleuses, Fortin et Masson (París), 1844.
  - (en inglés) Researches and observations on the causes of scrofulous diseases, Londres, 1844
  - (en inglés) Researches on scrofulous diseases, trad. A. Sidney Doane, New York, 1847 (2ª ed.)

#### Traducciones
- Leonhard Ludwig Finke. Histoire de l'épidémie bilieuse qui eut lieu dans le comté de Tecklenbourg, depuis l'année 1776 jusqu'à l'année 1780 ; suivie de plusieurs Histoires de maladies bilieuses anomales observées pendant le cours de l'épidémie, libro traducido del latín con comentarios y observaciones para servir a la Historia General de las fiebres biliosas, por J.-G.-A. Lugol, Croullebois (París), 1815. — Le livre de Finke est de 1779.